# Karl Kaufmann (Gauleiter)

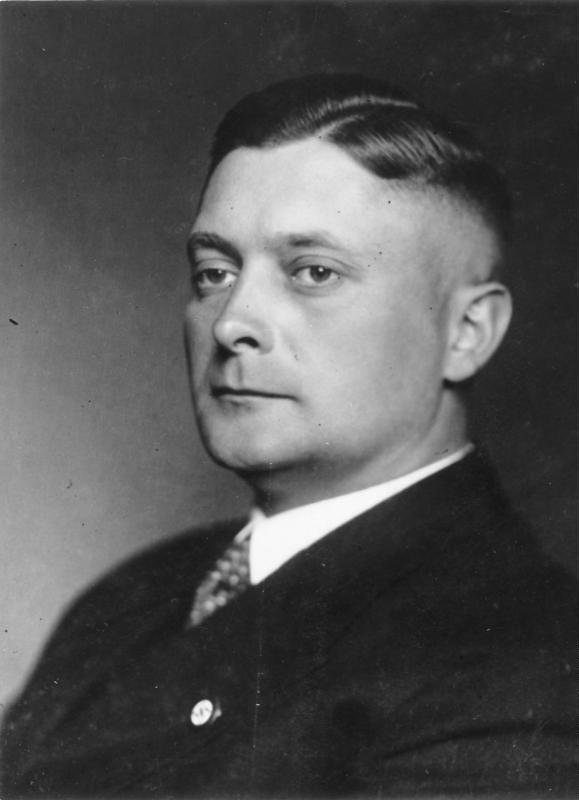
Karl Kaufmann

Karl Otto Kaufmann (* 10. Oktober 1900 in Krefeld; † 4. Dezember 1969 in Hamburg) war ein deutscher Politiker der NSDAP, der von 1925 bis 1945 NS-Gauleiter, von 1933 bis 1945 Reichsstatthalter, ab dem 30. Juli 1936 bis zum 3. Mai 1945 „Führer“ der hamburgischen Landesregierung, ab 1937/38 Chef der hamburgischen Staatsverwaltung, Reichsverteidigungskommissar im Wehrkreis 10 sowie ab 1942 Reichskommissar für die Seeschifffahrt war.

## Jugend und Karriere im Nationalsozialismus
Kaufmann war Sohn eines mittelständischen Wäschereibesitzers und katholischer Konfession.
Lange Zeit blieb sein Leben auffällig unstetig. Nach verschiedenen Schulwechseln verließ er die Oberrealschule Elberfeld ohne Abitur und arbeitete als landwirtschaftliche Hilfskraft. Kurz vor Kriegsende 1918 wurde er noch eingezogen, kam aber nicht mehr an die Front. 1919 gehörte Kaufmann der 2. Marinebrigade unter dem Freikorpsführer Korvettenkapitän Hermann Ehrhardt an. Eine Lehre im elterlichen Betrieb brach er nach Auseinandersetzungen mit seinem Vater ab. Er lebte dann mehrere Jahre von Hilfsarbeitertätigkeiten und heimlichen Zahlungen seiner Mutter.
So ziellos seine berufliche Laufbahn verlief, so konsequent suchte er Bestätigung in der politischen Arbeit. So war er im Freikorps Oberschlesien und kämpfte 1923 in der illegalen Organisation „Heinz“ gegen die Ruhrbesetzung durch die Franzosen. Seit 1920 war er Mitglied im Deutschvölkischen Schutz- und Trutzbund und übernahm 1921 in Nachfolge von Alfred Günther die Leitung der Jugendgruppe in Elberfeld. 1922 schloss er sich der NSDAP an. In seiner Ergebenheitsadresse an Adolf Hitler vom 28. Oktober 1923 heißt es:

„Die völkische Jugend an Rhein und Ruhr erwartet in ihrer großen Not sehnsüchtig den Tag, an dem Sie, hochverehrter Herr Hitler, zum Befreiungskampf vom inneren und äußeren Feind aufrufen werden. Unsere Hoffnung ist, daß dieser Tag nicht mehr fern sein wird.“

Diese Zeilen schrieb Kaufmann, bevor er sich am 9. November 1923 aktiv am Hitlerputsch beteiligte.
Kaufmann wurde 1925, mit nur 25 Jahren, Gauleiter des im Jahr zuvor zusammen mit Joseph Goebbels und Franz Pfeffer von Salomon geschaffenen Parteigaus „Rheinland-Nord“ mit Sitz in Düsseldorf. Gaugeschäftsführer blieb Goebbels, der damals einzige Freund Kaufmanns. Kaufmann trat formal erst 1926 wieder der neu gegründeten NSDAP bei (Mitgliedsnummer 32.667), 1935 wurde sein Eintritt in die Partei auf den 1. Oktober 1925 rückdatiert (Mitgliedsnummer 95). Im März 1926 ging der Parteigau in dem von Joseph Goebbels und Gregor Strasser geschaffenen „Groß-Gau Ruhr“ (Elberfeld) auf, der aus 10 Bezirken bestand, das gesamte rheinisch-westfälische Industriegebiet einschließlich Westfalens umfasste und dessen Leitung Kaufmann zunächst zusammen mit Goebbels und Salomon, dann noch im gleichen Jahr bis zur Aufspaltung des „Groß-Gaus“ im Sommer 1928 allein übernahm. Die Tagebuchaufzeichnungen von Goebbels schildern Kaufmann als innerlich zerrissenen Mann. Goebbels erwähnt sogar einige Nervenzusammenbrüche und einen Suizidversuch Anfang 1926. Kaufmann selbst gab sich als nationaler Sozialist mit erheblichen Vorbehalten gegenüber dem wilhelminischen Honoratiorentyp, der damals noch die völkische Bewegung dominierte.
1928 gelang Kaufmann der Einzug in den Preußischen Landtag. Die Diätenzahlung war sein erstes regelmäßiges Einkommen. Am 27. Dezember desselben Jahres heiratete Kaufmann Else Speth, die Tochter eines Uhrmachermeisters und Juweliers aus Elberfeld und Schwägerin seines Vertrauten Hellmuth Elbrechter.
Am 1. Mai 1929 wurde er Gauleiter in Hamburg, wo die NSDAP bei den letzten Bürgerschaftswahlen 1928 nur 2,2 % erhalten hatte. Es war eine Bewährungsaufgabe, da er in seiner vorherigen Funktion im Ruhrgebiet nach heftigen Auseinandersetzungen mit Erich Koch nicht mehr als tragbar galt. Inzwischen anscheinend gefestigt, gelang es ihm, in den innerparteilichen Intrigen die Oberhand zu gewinnen und sich eine starke Hausmacht aufzubauen.
1930 zog er in den Reichstag ein, dem er auch im Nationalsozialismus bis 1945 angehörte.
Noch am Abend des 5. März 1933 (der letzten Reichstagswahl in der Weimarer Republik) beauftragte er den nationalsozialistischen Polizeibeamten Peter Kraus mit der Leitung eines Fahndungskommandos der Hamburger Gestapo, das kommunistische und sozialistische Gruppen, die mit der Reichstagsbrandverordnung vom 28. Februar 1933 als illegal erklärt worden waren, zerschlagen sollte.
Kaufmann wurde am 16. Mai 1933 Reichsstatthalter in Hamburg. In dieser Funktion übernahm er 1936 die „politische Leitung“ der Hamburger Gestapo und übte so auf diese Verfolgungsinstanz erheblichen Einfluss aus.
Er nutzte seine Machtstellung zur Bereicherung und Schaffung eines beispiellosen braunen Bonzentums, das auch Teil seines Herrschaftssystems wurde. Der „Regierende“ Bürgermeister von Hamburg, Carl Vincent Krogmann, war faktisch bloßer Befehlsempfänger Kaufmanns. Selbst die SS von Heinrich Himmler unterließ es, in das „System Kaufmann“ einzugreifen, als Kaufmann den Hamburger Chef des SD Carl Oberg entmachtete, um gegen ihn gerichtete Bespitzelungen zu unterbinden. Als Kaufmann 1934 ein Verfahren wegen eines Tötungsdelikts im von ihm errichteten KZ Fuhlsbüttel rechtswidrig niederschlagen ließ, sammelten innerparteiliche Gegner Material gegen ihn, um sein auf „Unerfahrenheit und Verantwortungslosigkeit“ basierendes System zu beseitigen. Himmler wollte sich nicht damit befassen und entschied im Februar 1935, den Fall an das Oberste Parteigericht abzugeben. Kaufmann kam unbeschadet davon, denn auch Walter Buch verfolgte den Vorgang nicht weiter.

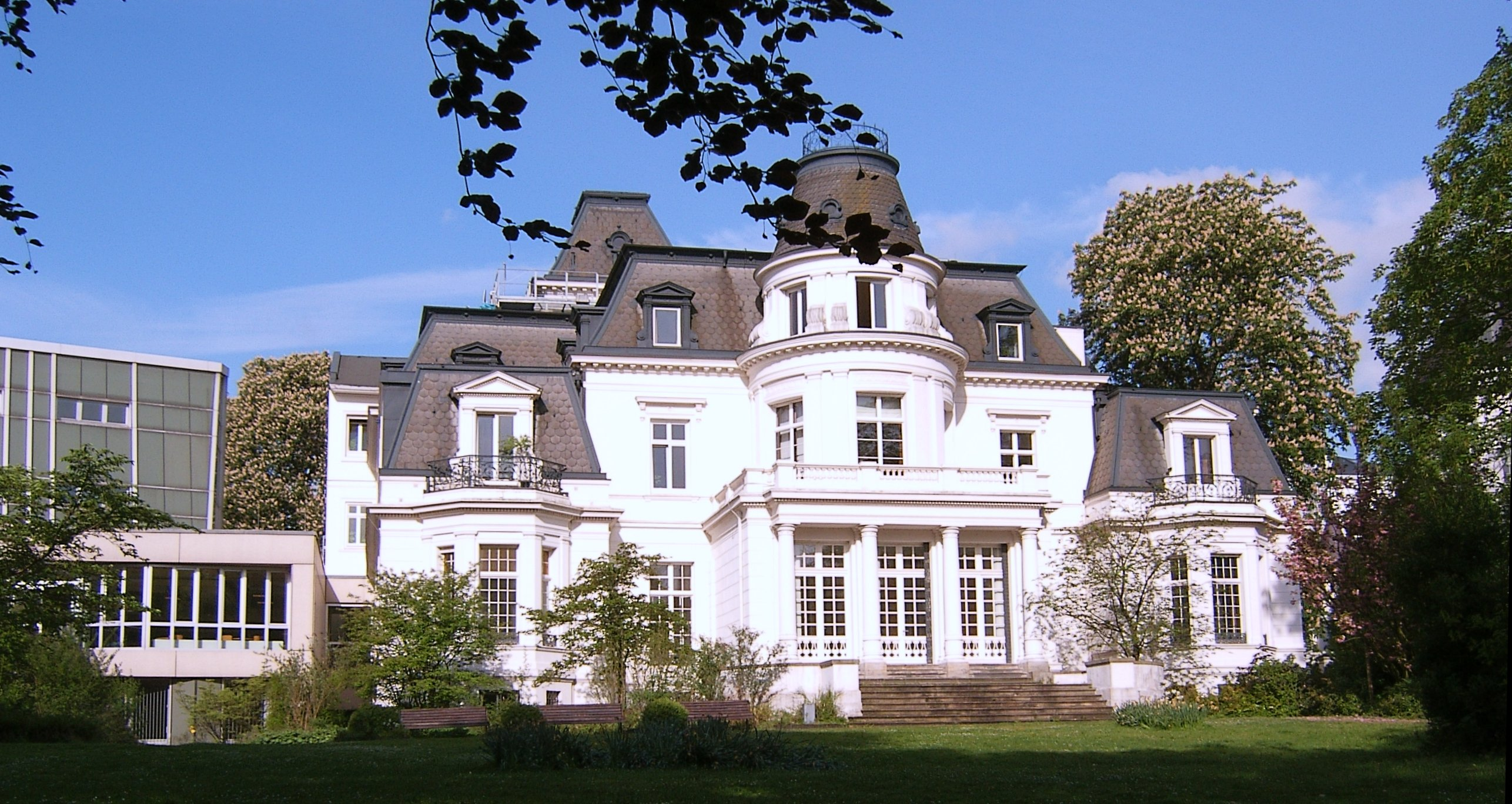
Das Budge-Palais am Harvestehuder Weg 12, ab 1938 die Residenz des Reichsstatthalters Karl Kaufmann

Am 30. Juli 1936 setzte er Carl Vincent Krogmann als Regierenden Bürgermeister ab und übernahm selbst die Führung der Landesregierung. Damit vereinigte er die fünf wichtigsten politischen Ämter Hamburgs in seiner Person: NSDAP-Gauleiter, Reichsstatthalter, Führer der Landesregierung, Chef der Hamburger Staats- und Gemeindeverwaltung und Reichsverteidigungskommissar im Wehrkreis X. Ab dem 30. Mai 1942 kam noch das Amt des Reichskommissars für die Seeschifffahrt dazu. Kaufmann besaß damit eine außergewöhnliche Machtfülle. Beispielsweise erhielt er vom preußischen Ministerpräsidenten Hermann Göring (gleichzeitig Beauftragter für den Vierjahresplan) gewisse Weisungsbefugnisse gegenüber preußischen Dienststellen, um an Hamburg angrenzende preußische Gebiete für ein künftiges Groß-Hamburg zu beanspruchen. Am 26. Januar 1937 wurde das Groß-Hamburg-Gesetz erlassen. Während der Novemberpogrome 1938, am Abend des 9. November, gab Kaufmann aus München die Befehle zur Zerstörung der Synagogen und der Geschäfte und Wohnungen der Hamburger Juden an die Parteiorganisation der Hamburger NSDAP.
Nach der deutschen Besetzung Dänemarks 1940 initiierte der Architekt Heinrich Bartmann in Kaufmanns Auftrag baureife Pläne für eine „Vogelfluglinie“ (Fehmarnsund-Brücke und Fährverbindung nach Dänemark), die Groß-Hamburg mit Skandinavien verbinden sollte. Gegenüber einem alten Plan von 1912 sollte über die Fehmarnsund-Brücke nun neben der Eisenbahnlinie auch eine vierstreifige Reichsautobahn führen. In Dänemark war 1937 bereits die Storstrømsbroen zwischen den Inseln Falster und Sjælland eingeweiht worden.

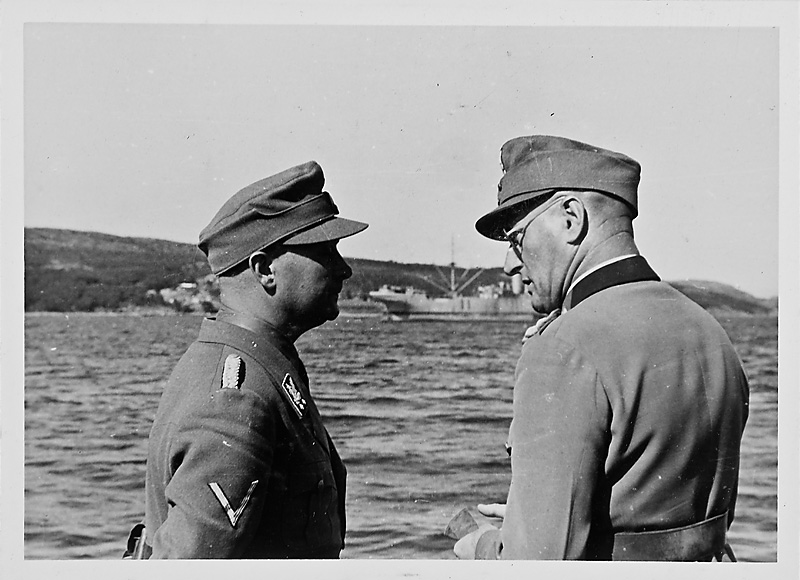
Karl Kaufmann (links) mit dem Festungskommandanten von Kirkenes, während einer Dienstreise mit dem Reichskommissar Josef Terboven durch Norwegen und Finnland, Juli 1942.

Kaufmann gefiel sich gegenüber den Bürgern in der Rolle einer unabhängigen Beschwerdeinstanz. Er hielt wöchentlich eine Bürgersprechstunde ab. In seiner Allmacht hebelte er, wenn es ihm gefiel, Verwaltungsentscheidungen wieder aus, was innerhalb der Hamburger Verwaltung die Rechtssicherheit erheblich verschlechterte. Seine Form des Sozialpopulismus machte Kaufmann bei den Hamburgern in gewissem Maße beliebt. Die Absicht seines „Sozialismus der Tat“ enthüllte er in einer Rede vor der Hamburger Handelskammer im Oktober 1940:

„Wenn ich vor dem Kriege auf dieses Kapitel der Betreuung, Erziehung und Führung der deutschen Arbeiter so großen Wert gelegt habe, so geschah dies in der Erkenntnis, daß der totale Krieg in einem Industriestaat nicht nur mit Waffen und Soldaten, sondern vor allen Dingen mit Arbeitern geführt wird.“

Nach britischen Bombenangriffen ersuchte Kaufmann schon im September 1941 – also noch vor dem Beginn der reichsweiten Deportationen – zur Linderung der Wohnungsnot der arischen Mitbürger, die Juden der Stadt ins Generalgouvernement deportieren zu dürfen. Am 30. Januar 1942 wurde Karl Kaufmann zum SS-Obergruppenführer befördert (SS-Nummer 119.495).
Seit der Bombardierung Hamburgs im Juli/August 1943 („Operation Gomorrha“) schien sich Kaufmann auf persönliche Schadensbegrenzung für die Zeit nach dem Krieg einzustellen. Sein bisher bedingungsloser Glaube an Hitler war dahin. Seine Berichte als Reichskommissar für die Seeschifffahrt ließen an der verzweifelten militärischen Lage keinen Zweifel mehr, und er hortete riesige Mengen an Lebensmitteln und ausländischen Devisen auf seinem Sitz im Duvenstedter Brook. Vorsorglich wurde Kaufmanns Frau im Pachtvertrag namentlich aufgenommen.

## Kriegsende
Ende 1944 begannen in Hamburg Planungen zur Verteidigung der Stadt, und bald darauf begann der Ausbau zweier Verteidigungslinien. Die Panzersperren des inneren Ringes lagen teilweise inmitten dichtbesiedelter Wohngebiete. Karl Kaufmann sowie der Kampfkommandant Alwin Wolz waren von der Sinnlosigkeit einer Verteidigung überzeugt. Nach Darstellung des umstrittenen Historikers und Archivrates Kurt Detlev Möller soll Kaufmann am 3. April 1945 im Führerbunker bei Hitler vorgefühlt haben, ob eine kampflose Übergabe Hamburgs als „offene Stadt“ möglich sei. Gemäß der dort wiedergegebenen Angaben Kaufmanns sei es eine sehr „frostige“ Unterredung gewesen. Generalfeldmarschall Ernst Busch und Großadmiral Karl Dönitz bestanden zu diesem Zeitpunkt auf einer Verteidigung der Stadt. Noch Anfang Mai sollen sich Kaufmann und Wolz nach diesen Darstellungen einig gewesen sein, die Stadt kampflos übergeben zu wollen. Nachdem Dönitz, der von Hitler testamentarisch zum Reichspräsidenten bestimmt worden war und sich mit der letzten Reichsregierung nach Flensburg-Mürwik abgesetzt hatte, am 2. Mai einer kampflosen Übergabe Hamburgs zugestimmt hatte, begleitete Wolz am 3. Mai 1945 die von Hans-Georg von Friedeburg geführte deutsche Delegation zum britischen Hauptquartier bei Lüneburg. In der Villa Möllering unterschrieb Wolz die Bedingungen zur Übergabe der Stadt. Am Nachmittag desselben Tages marschierten die britischen Soldaten in Hamburg ein.
Ebenfalls am 3. Mai 1945 versenkten britische Flugzeuge in der Lübecker Bucht mehrere deutsche Schiffe, die sie für Truppentransporter hielten. Darunter war die Cap Arcona, auf die Tausende von KZ-Häftlingen, vor allem aus dem KZ Neuengamme, verlagert worden waren, da die heranrückenden britischen Truppen das Lager leer vorfinden sollten. Der Plan dazu ging unter anderem auf Karl Kaufmann zurück, dem als „Reichskommissar für die Seeschiffahrt“ das Schiff direkt unterstellt war.
Kaufmann wurde am 4. Mai 1945 verhaftet und interniert. Am selben Tag erfolgte die Teilkapitulation der Wehrmacht für Nordwestdeutschland, Dänemark und die Niederlande und weitere vier Tage später die bedingungslose Kapitulation der Wehrmacht.

## Nachkriegszeit
Kaufmann wurde nach seiner Verhaftung in einem Internierungslager inhaftiert. Im Oktober 1948 wurde er aus gesundheitlichen Gründen freigelassen. Er hatte im Juni 1945 bei einer Autofahrt, die er unter britischer Bewachung zu einer Vernehmung im Nürnberger Prozess gegen die Hauptkriegsverbrecher unternehmen musste, einen schweren Autounfall erlitten, der einen längeren Krankenhausaufenthalt notwendig machte. Trotz Kaufmanns „politischer Verantwortung“ für alle nationalsozialistischen Verbrechen in Hamburg und damit auch für die Verbrechen, die im KZ Neuengamme begangen worden waren, wurde er nicht von der britischen Militärgerichtsbarkeit angeklagt. Am 1946 durchgeführten Neuengamme-Hauptprozess nahm Kaufmann nur als Zeuge teil. Im Nürnberger Prozess war Kaufmann nicht angeklagt, sondern musste als Zeuge aussagen. Kaufmann machte Aussagen zu dem Komplex der Novemberpogrome 1938. Wegen Flucht- und Verdunkelungsgefahr kam Kaufmann am 3. August 1950 erneut in Haft. Er hatte sich noch in Internierungshaft einer so genannten „Bruderschaft“ angeschlossen, einer „elitären rechtsradikalen Untergrundorganisation“ aus ehemaligen NS-Aktivisten und Offizieren. Diese sollte die Zeitungen mit Leserbriefen überschütten, „um einem der besten deutschen Männer zu helfen“. Am 18. November 1950 wurde Kaufmann wieder aus der Haft entlassen und erreichte im Januar 1951 im Entnazifizierungsverfahren seine Einstufung in Gruppe III als Minderbelasteter sowie die Freigabe seines Vermögens. Er lebte zu der Zeit in Hamburg-Poppenbüttel.
Einen Versuch, sich abermals politisch zu betätigen, unternahm Kaufmann als Mitglied des Kreises um Werner Naumann, den ehemaligen Staatssekretär im Reichsministerium für Volksaufklärung und Propaganda. Der Naumann-Kreis versuchte, die Parteien BHE, DP und FDP zu unterwandern und eine „nationale Sammlungsbewegung“ zu schaffen. Dieses Vorhaben wurde vom britischen Geheimdienst beobachtet und führte am 15. und 16. Januar 1953 zur Verhaftung Kaufmanns und anderer Beteiligter. Ende März 1953 wurde Kaufmann aus dem britischen Militärhospital in Iserlohn entlassen.
Ein Ermittlungsverfahren der Staatsanwaltschaft wegen „Verbrechen gegen die Menschlichkeit“ führte zwar zu einer Anklageschrift gegen Kaufmann, es kam jedoch nicht zu einem Hauptverfahren.
Ab 1959 fungierte Kaufmann als Teilhaber eines Versicherungsunternehmens seines früheren stellvertretenden Gauwirtschaftsberaters Otto Wolff. Außerdem war er Teilhaber einer chemischen Fabrik. Kaufmann lebte bis zu seinem Tod am 4. Dezember 1969 als gutsituierter Bürger in Hamburg.

## Legendenbildung und Wahrheit
Schon im April 1946 hatte die Hamburgische Bürgerschaft den Senat aufgefordert, die Vorgänge bei der kampflosen Übergabe der Stadt erforschen zu lassen. Das Buch mit dem Titel Das letzte Kapitel des Archivrates Kurt Detlev Möller erschien 1947 und löste Kontroversen aus. Es stellte zwar richtig dar, dass die kampflose Übergabe von Kaufmann planmäßig vorbereitet und bewusst herbeigeführt worden war – eine Darstellung, die auch mit den Erkenntnissen der neueren Forschung übereinstimmt. Aber durch die Beschränkung auf die letzten Kriegswochen wurde Gauleiter Kaufmann zum Retter der Stadt stilisiert und seine Verantwortlichkeit für NS-Verbrechen, Judenverfolgung und Günstlingswirtschaft ausgeblendet.
Kaufmann sagte als Zeuge vor dem Internationalen Militärgerichtshof in Nürnberg 1946 falsch aus, er habe das Novemberpogrom in Hamburg verboten. Er behauptete bei der Befragung durch den Ankläger Sir David Maxwell Fyfe, er sei am 9. November nicht bei der jährlichen Gedenkfeier der Naziprominenz in München für den Hitlerputsch 1923 gewesen und habe daher die Aufforderung von Goebbels gegen 22.00 Uhr nicht gehört, ein Pogrom gegen die Juden durchzuführen. Als Pogrome auch in Hamburg anfingen, habe er sie verboten. Pogromtaten, die trotz seines Verbotes in Hamburg verübt worden seien, seien von auswärtigen Kommandos begangen worden. Diese Erklärung schien vielen Historikern wie zum Beispiel Hermann Graml bis zum Ende des 20. Jahrhunderts glaubhaft. Sie trug auch mit zu dem lange Zeit weithin positiven Bild von Kaufmanns Rolle im NS-Staat bei. Tatsächlich gingen die Zerstörungen der SA-Kommandos in Hamburg nach demselben Muster vonstatten wie andernorts. Erst der Archivar Jürgen Sielemann erforschte 1998 die wahre Beteiligung Kaufmanns am Pogrom. Er wies nach, dass Kaufmann in München war und von dort die Befehle Goebbels zur Durchführung des Pogroms telefonisch nach Hamburg weitergab.
Kaufmann betrieb die Errichtung des berüchtigten KZ Fuhlsbüttel, weil ihm die Behandlung von Regimegegnern im KZ Wittmoor „zu lasch“ erschien. Er unterband staatsanwaltliche Untersuchungen, ordnete widerrechtlich an, zu Tode geprügelte Häftlinge umgehend einzuäschern, und verhinderte damit eine vorgeschriebene Obduktion.
Kaufmann sammelte in seiner „Hamburger Stiftung von 1937“ mindestens 8,6 Millionen Reichsmark an, die aus öffentlichen Mitteln, Spenden der Wirtschaft und Abschöpfungen aus „Arisierungen“ stammten. Günstlinge und „verdiente Parteigenossen“ bediente er mit Barbeträgen, gutbezahlten Scheinämtern und Grundstücken, Häusern und Betrieben jüdischer Voreigentümer. Der Präsident des Rechnungshofes, der Einspruch zu erheben wagte, wurde 1938 suspendiert und versetzt.
Kaufmann ergriff nach einem Bombenangriff am 16. September 1941 die Initiative und holte sich die Einwilligung Hitlers, die Hamburger Juden zu deportieren. In einem Brief an Hermann Göring schrieb er:

„Im September 1941 war ich nach einem schweren Luftangriff an den Führer herangetreten mit der Bitte, die Juden evakuieren zu lassen, um zu ermöglichen, dass wenigstens zu einem gewissen Teil den Bombengeschädigten wieder eine Wohnung zugewiesen werden könnte. Der Führer hat unverzüglich meiner Anregung entsprochen und die entsprechenden Befehle zum Abtransport der Juden erteilt.“

Diese Deportation scheiterte am Widerstand des Generalgouverneurs Hans Frank, der die Juden aus Hamburg nicht aufnehmen wollte. Wahrscheinlich trug jedoch der frühzeitige Vorstoß Kaufmanns dazu bei, die Deportationen reichsweit ab Oktober 1941 in Gang zu setzen.